# Trường Trung học phổ thông chuyên Hùng Vương, Phú Thọ
Trường Trung học Phổ thông Chuyên Hùng Vương. CHV-PT, Tiếng Anh: Hung Vuong High School for the Gifted. Là một trong những trường trung học phổ thông chuyên đầu tiên của Việt Nam và là trường chuyên trọng điểm duy nhất của tỉnh Phú Thọ.

## Thành lập
Tên gọi Chuyên Hùng Vương do trường nằm trên quê hương đất Tổ Vua Hùng. Hùng Vương là tên hiệu các vua Hùng cai trị nước Văn Lang đóng đô ở Phong Châu, nay thuộc Phú Thọ.
Tiền thân của Trường THPT chuyên Hùng Vương là lớp toán đặc biệt của tỉnh đặt tại trường Trung học phổ thông Hùng Vương (thị xã Phú Thọ) từ năm 1966. Tháng 9 năm 1982 hệ thống này được tách ra thành lập phân hiệu chuyên với 6 lớp chuyên Toán và chuyên Văn gồm 133 học sinh (năm học 1982-1983) và 21 cán bộ giáo viên.
Trường được chính thức thành lập vào ngày 22/8/1986 theo Quyết định của UBND tỉnh Vĩnh Phú (nay tách ra thành hai tỉnh Phú Thọ và Vĩnh Phúc).
Tháng 9/1994, trường chuyển từ thị xã Phú Thọ về 70 Hàn Thuyên, Phường Tân Dân, thành phố Việt Trì.
Tháng 12/2022, trường chính thức chuyển về cơ sở mới tại số 292, đường Nguyễn Tất Thành, khu 7, xã Trưng Vương, thành phố Việt Trì, tỉnh Phú Thọ.

## Lịch sử

### Giai đoạn 1982 - 1994
Tiền thân của Trường THPT chuyên Hùng Vương là lớp chuyên toán của tỉnh đặt tại trường Trung học phổ thông Hùng Vương (thị xã Phú Thọ) từ năm 1966. Tháng 9 năm 1982 hệ thống này được tách ra thành lập phân hiệu chuyên với 6 lớp chuyên toán và chuyên văn gồm 133 học sinh (năm học 1982-1983) và 21 cán bộ giáo viên.
Ngày 22/8/1986 UBND tỉnh ký quyết định chính thức thành lập trường và được đặt tên là Trường THPT chuyên Hùng Vương với số lượng 180 học sinh của 6 lớp chuyên toán và chuyên văn (năm học 1985-1986). Tổng số giáo viên và cán bộ công nhân viên là 32 người, trong đó có 23 giáo viên.
Trường có Học sinh giỏi Quốc gia đầu tiên năm học 1982-1983.

### Giai đoạn 1994 - 2022

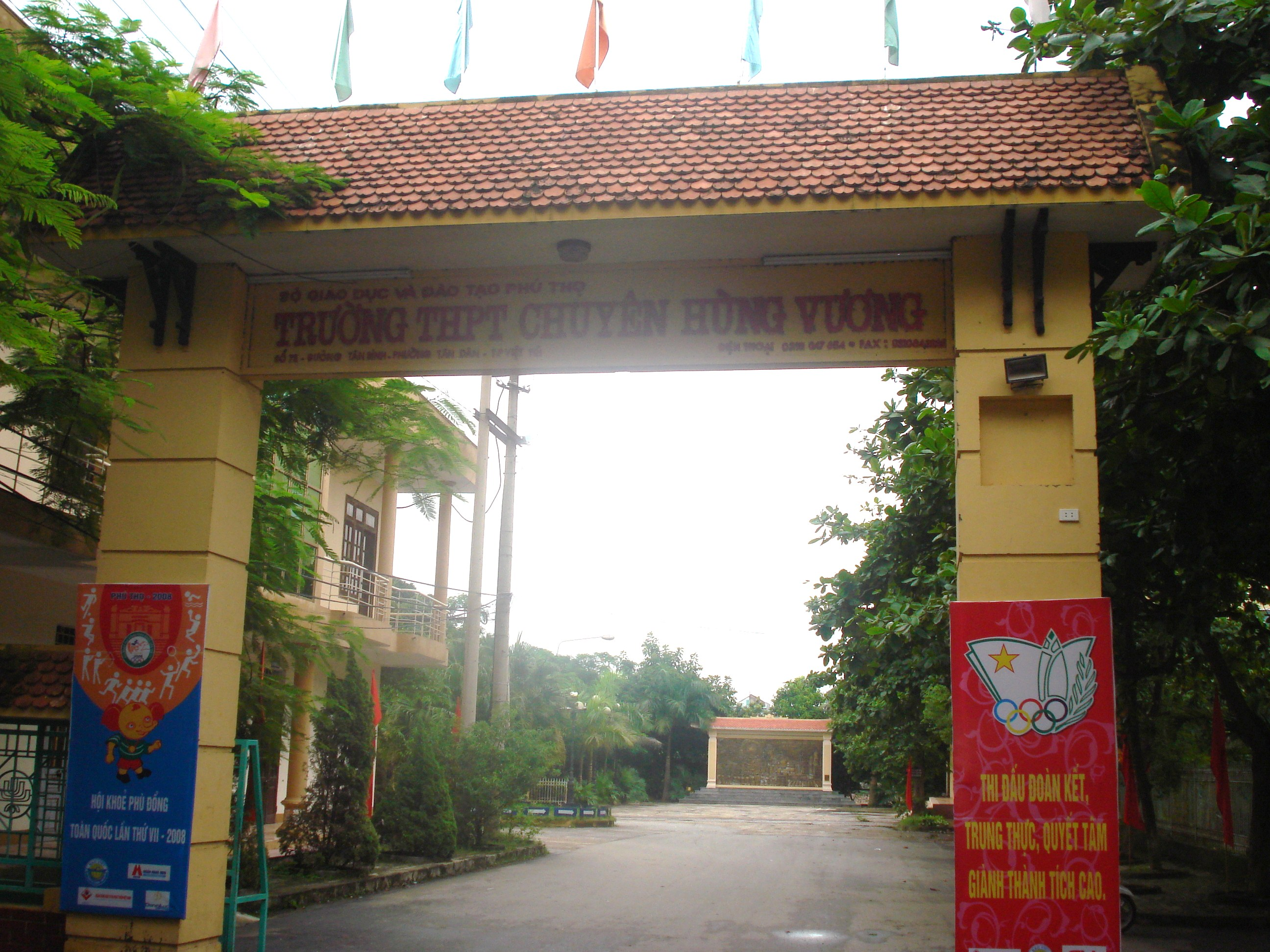
Cổng trường chuyên Hùng Vương (cơ sở Hàn Thuyên - cũ)

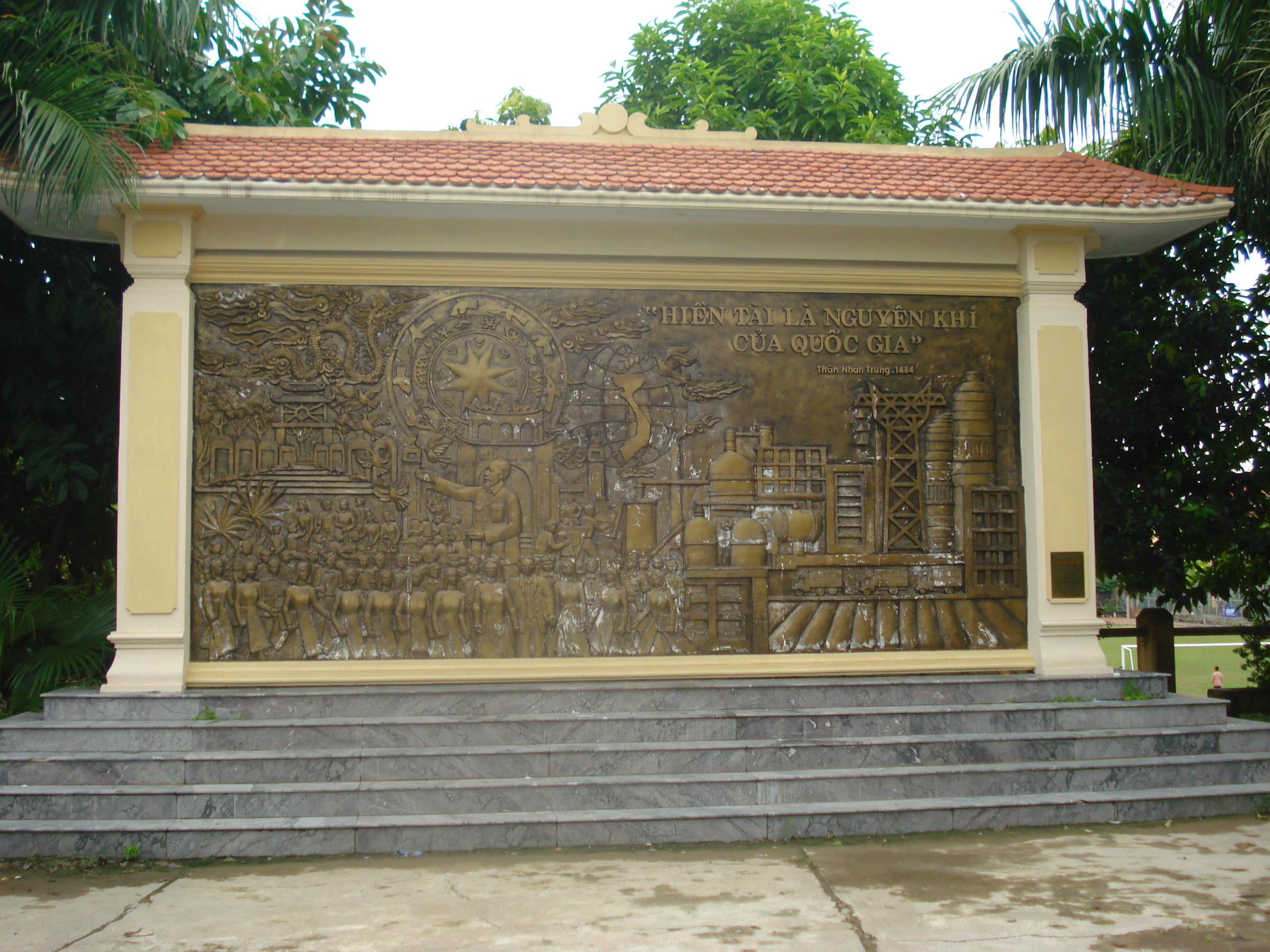
Phù điêu trường (cơ sở Hàn Thuyên - cũ)

Ngày 1/9/1994 Trường được Tỉnh uỷ, Ủy ban nhân dân tỉnh Vĩnh Phú (nay tách ra thành 2 tỉnh là Phú Thọ và Vĩnh Phúc) ký quyết định cho chuyển về xây dựng tại phường Tân Dân, thành phố Việt Trì trên cơ sở một phần diện tích của Trường dự bị Dân tộc Trung ương.
Năm học 1994 – 1995 nhà trường chính thức có hệ không chuyên. Năm học 2001-2002, Trường có 2161 học sinh của 44 lớp học (năm học có đông học sinh nhất).
Trường là nơi nòng cốt cung cấp đội tuyển của tỉnh tham dự kì thi học sinh giỏi quốc gia và quốc tế. Số lượng học sinh tham dự Kì thi học sinh giỏi quốc gia chiếm trên 90% số lượng toàn tỉnh, nhiều năm liền hoàn toàn là học sinh của trường. Công tác bồi dưỡng học sinh giỏi quốc gia đều diễn ra tại trường và hầu hết do giáo viên của nhà trường phụ trách.
Năm học 2007 – 2008, Trường có 118 cán bộ quản lý và giáo viên trực tiếp giảng dạy với 1472 học sinh của 40 lớp (30 lớp chuyên và 10 lớp không chuyên). Trong đó 91 người có trình độ đại học và 25 người có trình độ trên đại học. Một đội ngũ các cựu học sinh của trường đã quay trở lại về trường giảng dạy và công tác.
Nhà trường đã đón các nhân vật lãnh đạo Đảng Cộng sản và Chính phủ Việt Nam về thăm: nguyên Phó chủ tịch nước Nguyễn Thị Bình, nguyên Chủ tịch Quốc hội Nguyễn Văn An, Thứ trưởng Bộ Giáo dục và Đào tạo Trần Văn Nhung, Bộ trưởng Bộ Giáo dục và Đào tạo Nguyễn Thiện Nhân...

### Giai đoạn 2022 - nay

Chuyên Hùng Vương Phú Thọ

Ngày 18/12/2022, Trường THPT Chuyên Hùng Vương tổ chức lễ kỷ niệm 40 năm thành lập (1962 - 2022) và đón nhận Huân chương Độc lập hạng Nhì.
Tại buổi lễ,  các đại biểu đã cắt băng khánh thành công trình trường THPT Chuyên Hùng Vương. Ngôi trường mới bề thế, khang trang, hiện đại được quy hoạch trên tổng diện tích 4,72ha tại xã Trưng Vương và phường Thanh Miếu, thành phố Việt Trì với tổng mức đầu tư hơn 457 tỷ đồng.
Trong dịp này, Bộ trưởng Bộ Giáo dục và Đào tạo Nguyễn Kim Sơn tặng Bằng khen cho Trường THPT Chuyên Hùng Vương và 5 cá nhân có thành tích xuất sắc trong dạy và học; Trường THPT Chuyên Hùng Vương ra mắt Bảo tàng số Chuyên Hùng Vương

## Danh sách hiệu trưởng qua các thời kỳ
| Thời gian   | Hiệu trưởng        |
| ----------- | ------------------ |
| 1982 - 1997 | Lê Văn Chức        |
| 1997 - 2005 | Vũ Văn Viết        |
| 2005 - 2010 | Nguyễn Xuân Lập    |
| 2010 - 2014 | Hoàng Văn Cường    |
| 2014 - 2015 | Nguyễn Xuân Khải   |
| 2015 - 2024 | TS. Phạm Tuấn Anh  |
| 2024 - nay  | TS. Đào Mạnh Thắng |

## Đào tạo

### Cơ cấu tổ chức
Trường THPT chuyên Hùng Vương được tổ chức với mô hình Ban giám hiệu điều hành và quản lý chung, đứng đầu là ông Đào Mạnh Thắng, các hiệu phó là ông Phùng Hoàng Hải, ông Trần Đình Hồng và bà Bùi Tuyết Hồng. Công tác giáo dục được chia thành 6 tổ riêng biệt. Đó là các tổ: Tổ Toán (Toán, Tin học); Tổ Vật lý kĩ thuật (Vật lý, Kĩ thuật công nghiệp); Tổ Tự nhiên (Hóa, Sinh, Thể dục); Tổ Xã hội (Ngữ văn, Lịch sử, GDCD); Tổ Địa lý (Địa lý) và Tổ Ngoại ngữ (tiếng Anh, tiếng Pháp). Ngoài ra còn có các phòng ban thực hiện công tác phục vụ, vận hành trường như: Phòng bảo vệ, Phòng hành chính, Phòng giáo vụ, Tổ nội trú, Thư viện...

### Thi Tuyển
Trường THPT chuyên Hùng Vương là trường THPT chuyên trọng điểm duy nhất của tỉnh Phú Thọ. Các môn thi bắt buộc bao gồm Toán, Ngữ văn, Tiếng Anh. Thí sinh đăng ký vào lớp chuyên thi thêm môn chuyên tương ứng. Số học sinh trúng tuyển sẽ được lấy từ cao xuống thấp sao cho mỗi lớp chuyên chỉ có 35 học sinh.

## Thành tích

### Nhà trường
Do thành tích trong dạy và học nhà trường đã được trao tặng:
- Huân chương Độc lập hạng Nhì (2022)
- Huân chương Lao động hạng Nhất, hạng Nhì và hạng Ba.
- Danh hiệu Anh hùng lao động thời kỳ đổi mới năm 2004[7].
- Hai lần được nhận cờ thi đua của Chính phủ trao tặng cho đơn vị tiên tiến xuất sắc nhất của tỉnh (năm 1994 và 1999).
- Nhiều lần được Bộ giáo dục và đào tạo Việt Nam tặng bằng khen.
- Nhiều lần được nhận bằng khen của ủy ban nhân dân tỉnh Vĩnh Phú và Phú thọ, được trao tặng Kỷ niệm chương Hùng Vương năm 1995[8]

### Các tổ chuyên môn và giáo viên
- Tổ tự nhiên 21 năm liền là tổ tiên tiến xuất sắc cấp tỉnh.
- Công đoàn nhà trường nhiều năm liền được nhận cờ thi đua của Tổng Liên đoàn Lao động Việt Nam và Công đoàn Giáo dục Việt Nam. Hai đồng chí được tặng huy chương vì sự nghiệp công đoàn[9].
- Đoàn thanh niên của nhà trường nhiều lần tặng cờ và bằng khen của Trung ương Đoàn Thanh niên Cộng sản Hồ Chí Minh, Tỉnh đoàn và Ủy ban nhân dân tỉnh Phú Thọ. Nhiều đồng chí được nhận huy chương vì sự nghiệp thanh niên[10].
- Một giáo viên được tặng Huân chương Lao động hạng Ba (năm 1998)[11].
- Ba giáo viên được phong tặng danh hiệu Nhà giáo ưu tú[11].
- Sáu giáo viên được nhận bằng khen của Thủ tướng Chính phủ. 8 giáo viên được nhận bằng khen của Bộ trưởng Bộ Giáo dục và Đào tạo[11].

### Học sinh

#### Tốt nghiệp và đại học
Tỷ lệ tốt nghiệp trung học phổ thông từ khi thành lập Trường luôn đạt 100%.
Tỷ lệ đỗ vào các trường đại học trong cả nước kể từ năm học 1991-1992 cho đến nay luôn đạt trên 99% (từ năm 1993-1994 cho đến năm 2003-2004 là trên 99%, năm học 1996-1997 là 99,9%, năm học 2001-2002 là 100%).
Chỉ tính riêng từ năm 1996-1997 cho đến năm 2003-2004 nhà đã có 470 học sinh được tuyển thẳng vào các trường đại học trong cả nước. Năm học 1997-1998 có 125 học sinh được tuyển thẳng.
Năm 2006, Trường đứng thứ 26 trong số 100 trường trung học phổ thông có điểm thi đại học và cao đẳng cao nhất toàn quốc.
Năm 2007 Trường đứng thứ nhất trong số 100 trường trung học phổ thông chất lượng nhất Việt Nam (căn cứ vào điểm thi và quy mô thí sinh dự thi đại học) theo công bố của Trung tâm Tin học, Bộ Giáo dục.
Nhiều học sinh trong trường đã đỗ thủ khoa trong các kỳ thi đại học với số điểm tuyệt đối như: Hoàng Thị Thu Loan, 27 điểm thủ khoa khối C Đại học Hùng Vương năm 2014, Đỗ Thị Thanh Hương 27 điểm thủ khoa Khối C Trường Đại học Khoa học Xã hội và Nhân văn, Đại học Quốc gia Hà Nội năm 1999.

#### Thi học sinh giỏi tỉnh Vĩnh Phú (trước đây) và Phú Thọ
Hàng năm nhà trường luôn dẫn đầu về số lượng thí sinh tham dự và đạt giải trong kỳ thi chọn học sinh giỏi tỉnh. Có từ 90-100% thí sinh tham gia đoạt giải.
Từ năm học 1982-1983 cho đến năm học 2007-2008 (26 năm) nhà trường đã có 6816 giải học sinh giỏi tỉnh. Trong đó có 3726 giải nhất, 6155 giải nhì và 8794 giải ba.

#### Thi học sinh giỏi quốc gia và quốc tế
Nhà trường bắt đầu có Học sinh giỏi Quốc gia từ năm học 1982-1983 tính đến năm 2007-2008 nhà trường đã có 3424 giải Quốc gia. Trong đó có 3000 giải nhất, 400 giải nhì và 24 giải ba.
Nhiều học sinh đỗ thủ khoa trong các kỳ thi Học sinh giỏi Quốc gia với số điểm tuyệt đối như: Lê Thị Hồng Hạnh, Bùi Việt Lâm (môn Văn), Đỗ Thị Thanh Nga (môn Địa). Học sinh Nguyễn Thị Hải Hậu (chuyên Văn khóa 1999-2002) hai năm liền đạt giải nhất Quốc gia, học sinh Nguyễn Thị Châu Loan (chuyên Địa khóa 2004-2007) hai năm liền đạt giải nhì Quốc gia môn Địa.
》Đội tuyển văn của nhà trường 13 năm liền xếp thứ nhất toàn quốc.
》Đội tuyển địa lí năm 2023, 100% học sinh có giải quốc gia.
》Cho đến nay nhà trường có 996 giải quốc tế và khu vực.

### Giải Cuộc Thi Quốc Tế
- Năm 1997, em Nguyễn Đăng Trúc đạt Huy chương Vàng Olympic Toán châu Á - Thái Bình Dương [16].
- Năm 1998, em Nguyễn Hữu Thọ đạt Huy chương Đồng Olympic Hóa học Quốc tế [17].
- Năm 1999, em Nguyễn Minh Hiếu đạt Huy chương Đồng Olympic Hóa học Quốc tế[18].
- Năm 2000, em Tạ Anh Sơn đạt Huy chương Đồng Toán Châu Á - Thái Bình Dương
- Năm 2003, em Vũ Quốc Hiển đạt Huy chương Bạc Olympic Vật lý châu Á - Thái Bình Dương và Huy chương Bạc Olympic Vật lý Quốc tế lần thứ 34 tại Đài Loan.
- Năm 2007, em Lê Đình Mạnh đạt Giải khuyến khích Olympic Hóa học Quốc tế lần thứ 39 tại Cộng Hòa Liên Bang Nga.
- Năm 2008, em Tạ Đức Thành đạt Huy chương Đồng Toán quốc tế lần thứ 50 tại Cộng Hòa Liên Bang Đức
- Năm 2010 , em Nguyễn Ngọc Trung đạt Huy chương Vàng Toán quốc tế lần thứ 51 tại Kazakhstan
- Năm 2015, em Nguyễn Thuý Hằng đạt Huy chương Đồng Hóa học quốc tế lần thứ 47 được tổ chức tại Cộng Hoà Azerbaijan.
- Năm 2021 , em Trần Dương Chính đạt Huy chương Vàng Olympic Vật Lí Châu Âu
- Năm 2023, em Vũ Tùng Lâm đạt Huy chương Bạc OLympic Vật Lí Châu Âu tại Cộng Hòa Liên Bang Đức.
- Năm 2023, em Nguyễn Đức Thắng đạt Huy chương Bạc Olympic Tin học Châu Á - Thái Bình Dương và Huy chương Bạc Olympic Tin Học Quốc Tế lần thứ 35 tại Hungary.
- Năm 2024, em Vũ Việt Bắc đạt Huy chương Bạc Olympiad Hóa học Mendeleev Quốc Tế tại Thâm Quyến- Trung Quốc.
- Năm 2024, em Lê Hùng đạt Huy chương Vàng cuộc thi Sinh học Trung học Quốc tế Hoa Kỳ, được tổ chức bởi The Center for Excellence in Education (CEE)
- Năm 2024, em Trương Hà Phương đạt Huy chương Đồng cuộc thi Sinh học Trung học Quốc tế Hoa Kỳ, được tổ chức bởi The Center for Excellence in Education (CEE)

## Hoạt động ngoại khóa

### Hoạt động chung
Hàng năm nhà trường cùng với Đoàn thanh niên đều phối hợp tổ chức chào mừng các ngày lễ kỷ niệm như: Ngày Nhà giáo Việt Nam (20-11), ngày thành lập Đoàn Thanh niên Cộng sản HCM (26-3) với các hình thức phong phú và sôi nổi: thi biểu diễn văn nghệ, thi cắm hoa, phong trào thi đua điểm tốt, thi phòng ở kiểu mẫu (với học sinh ở ký túc xá), tổ chức giải bóng đá nam và nữ toàn trường..., tham dự một số giải bóng đá của thành phố.

### Phong trào Robocon chuyên Hùng Vương
Phong trào sáng tạo Robocon chuyên Hùng Vương ra đời từ rất sớm. Cuộc thi lần đầu tiên được tổ chức vào năm 2003. Cho đến nay là trường trung học phổ thông duy nhất trong cả nước tổ chức thành công cuộc thi sáng tạo robot dành cho học sinh phổ thông. Về cơ bản mô hình cuộc thi giống với các cuộc thi trong nước và khu vực tuy nhiên đã được sửa đổi để phù hợp với khả năng sáng tạo của học sinh phổ thông. Thông thường cuộc thi được tổ chức triển khai từ khoảng tháng 12, các đội tham dự thi đấu vòng loại và chung kết thường diến ra vào dịp chào mừng ngày thành lập Đoàn thanh niên Cộng sản Hồ Chí Minh 26-3

### Sunday Up
SUNDAY UP là chương trình chào đón tân học sinh được tổ chức thường niên bởi THPT Chuyên Hùng Vương. Dự kiến mùa thứ 10 (2024) sẽ là lần cuối cùng Sunday Up đón tân học sinh.

### Khi tôi 18
Chương trình thường niên chia tay khối 12 của nhà trường.

### Phú Thọ Debate Open
Giải Tranh biện đầu tiên tại tỉnh Phú Thọ với quy mô mở rộng 24 đội thi trên toàn quốc, được tổ chức bởi các bạn học sinh trong CLB Tranh biện Le Semoir của nhà trường. Giải đấu được tổ chức lần đầu tiên năm 2024.

## Cơ sở vật chất
Trường THPT Chuyên Hùng Vương. Ngôi trường mới bề thế, khang trang, hiện đại được quy hoạch trên tổng diện tích 4,72ha tại xã Trưng Vương và phường Thanh Miếu, thành phố Việt Trì với tổng mức đầu tư hơn 457 tỷ đồng..

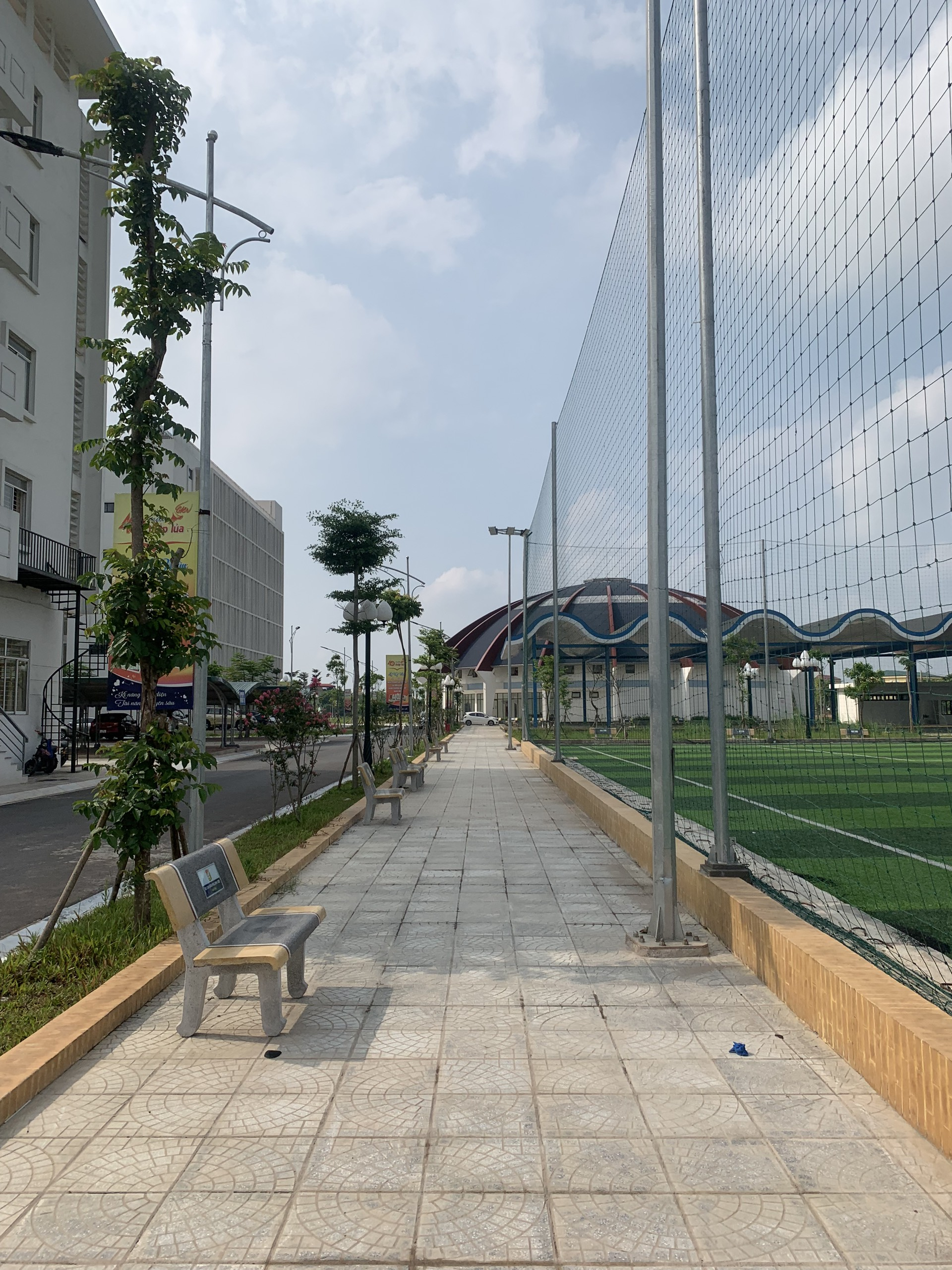
Một khu vực trong khuôn viên (Sân bóng bên phải, Nhà thi đấu/Nhà đa năng phía trước)

Mục tiêu hướng đến tạo một không gian đào tạo hiện đại về kiến trúc, công nghệ, đồng bộ về hạ tầng kỹ thuật, trở thành điểm nhấn về giáo dục của tỉnh; góp phần nâng cao chất lượng dạy học của giáo viên và học sinh; phục vụ nhu cầu đào tạo, bồi dưỡng đội tuyển học sinh giỏi quốc gia, quốc tế, bồi dưỡng nhân tài, nguồn nhân lực chất lượng cao của Phú Thọ nói riêng và cả nước nói chung.

Tòa A nhìn từ phía trước

Sân Bóng, Bể Bơi và Nhà Thi Đấu Đa Năng

Ký Túc Xá

Sân Bóng Chuyên Hùng Vương

Trường chuyên hùng vương góc nhìn phía sau

Các khu vực chính:
| Bể Bơi | Nhà Đa Năng | Sân Vận Động CHV ARENA | Căn-Tin | Ký Túc Xá | Thư Viện Cà Phê | Nhà Để Xe | Tòa A (Tòa học chính) |
| ------ | ----------- | ---------------------- | ------- | --------- | --------------- | --------- | --------------------- |

## Các Giáo Viên, Cựu Giáo Viên, Học sinh, Cựu học sinh Nổi Tiếng
Giáo Viên:
-N/a
Học Sinh:
》Chính trị:
- Chu Ngọc Anh: Cựu Chính Khách, Cựu Bộ Trưởng Bộ Khoa Học và Công Nghệ, Cựu ủy viên Ban Chấp Hành Trung Ương Đảng Cộng Sản Việt Nam khóa XIII, Cựu Chủ Tịch Ủy Ban Nhân Dân Thành Phố Hà Nội, Cựu Chủ Tịch Ủy Ban Nhân Dân Tỉnh Phú Thọ.《Đã bị khai trừ》
- Lê Duy Thành: Cựu Chính Khách, Cựu Phó Chủ tịch Thường trực Ủy ban nhân dân tỉnh Vĩnh Phúc, Cựu Bí Thư Tỉnh Ủy Tỉnh Vĩnh Phúc, Cựu Chủ Tỉnh UBND Tỉnh Vĩnh Phúc.《Đã bị khai trừ》

》Nghệ thuật,Giải trí:
- Hà Tùng Dương (Dương FG): Youtuber.
- Hoàng Long (DraTelling): Youtuber.

## Các câu lạc bộ
- Cụm Câu Lạc Bộ Truyền Thông MOH.
- Câu Lạc Bộ Sách Và Hành Động.
- Câu Lạc Bộ Nhảy - CDC.
- Câu Lạc Bộ Mĩ Thuật - CAC.
- Câu Lạc Bộ Âm Nhạc - CMC.
- Câu Lạc Bộ Tiếng Anh - CEC.
- Câu Lạc Bộ Môi Trường - The Growing Tree of CHV.
- Câu Lạc Bộ Tranh Biện - CHV Le Semoir.
- Câu Lạc Bộ Bơi Lội - CSC.
- Câu Lạc Bộ Bóng Rổ - CBC.
- Câu Lạc Bộ Esport - CES.
- Câu Lạc Bộ BoardGame - CBGC.
- Câu Lạc Bộ Khoa Học Công Nghệ - CITC.
- Câu Lạc Bộ Bản Đồ-Địa Chất - CGC (CHV's Geomapping Club).
- Câu Lạc Bộ Street Workout - CSW

## Các lớp tuyển sinh
| Lớp               | Số lượng | Loại Hình | Tuyển sinh / 1 lớp | Số lượng tuyển sinh | Điểm Chuẩn |
| ----------------- | -------- | --------- | ------------------ | ------------------- | ---------- |
| Chuyên Toán       | 03       | Chuyên    | 35                 | 105                 | N/a        |
| Chuyên Vật lí     | 02       | Chuyên    | 35                 | 70                  | N/a        |
| Chuyên Hóa Học    | 02       | Chuyên    | 35                 | 70                  | N/a        |
| Chuyên Sinh Học   | 01       | Chuyên    | 35                 | 35                  | N/a        |
| Chuyên Tin Học    | 01       | Chuyên    | 35                 | 35                  | N/a        |
| Chuyên Văn        | 02       | Chuyên    | 35                 | 70                  | N/a        |
| Chuyên Lịch Sử    | 01       | Chuyên    | 35                 | 35                  | N/a        |
| Chuyên Địa Lí     | 01       | Chuyên    | 35                 | 35                  | N/a        |
| Chuyên Tiếng Anh  | 03       | Chuyên    | 35                 | 105                 | N/a        |
| Chuyên Tiếng Pháp | 01       | Chuyên    | 35                 | 35                  | N/a        |
| TỔNG SỐ           | 17       |           |                    | 595                 |            |

Ghi chú sửa đổi: Theo Bộ Giáo Dục, từ năm 2024, các lớp chất lượng cao tại các trường chuyên sẽ bị bỏ, thay vào đó có thể mở thêm các lớp chuyên để giảm áp lực thi cử cho các thí sinh thi vào các trường công lập. Ngoài ra không có bất cứ hình thức tuyển thẳng cho học sinh giỏi nhất tỉnh và điểm ưu tiên cho bất cứ trường hợp nào (kể cả dân tộc thiểu số)
Cách tính điểm xét tuyển:
》Hệ chuyên: Điểm xét tuyển = Tổng điểm Toán, Ngữ văn, Tiếng anh + điểm môn Chuyên × 3